# Nederlands kampioenschap marathon
Het Nederlands kampioenschap marathon is een hardloopwedstrijd over een afstand van 42,195 km, waarbij de Nederlandse titel behaald kan worden.
Bij de mannen vond het eerste kampioenschap in 1932 plaats en sinds 1947 jaarlijks. Hiervoor werd de titel alleen uitgeloofd als de KNAU daartoe besloot. Het Nederlandse kampioenschap marathon bij de vrouwen wordt sinds 1981 georganiseerd. De wedstrijd wordt gehouden tijdens een marathon in een Nederlandse stad met een sterk internationaal deelnemersveld.
Luc Krotwaar won de Nederlandse marathontitel zevenmaal (1997-2000, 2002, 2004, 2007). Zowel Eefje van Wissen als de voormalige Russische atlete Nadezhda Wijenberg wonnen deze titel vijfmaal bij de vrouwen.

## Nederlandse titel
Vroeger kon de Nederlandse titel gewonnen worden door een atleet die twee jaar in Nederland woonachtig was en lid was van een KNAU-vereniging. Later wijzigde de KNAU deze regel zodanig, dat een deelnemende atleet voortaan de Nederlandse nationaliteit moest hebben.

## Statistieken

### Kampioenschapsrecords
| Categorie | Tijd    | Atleet          | Marathon       |
| --------- | ------- | --------------- | -------------- |
| Mannen    | 2:04.45 | Abdi Nageeye    | Rotterdam 2024 |
| Vrouwen   | 2:25.52 | Lornah Kiplagat | Amsterdam 2011 |

### Meervoudige winnaars
| Atleet              | Zeges | Jaren       |
| ------------------- | ----- | ----------- |
| Luc Krotwaar        | 7     | 1997 - 2007 |
| Cor Vriend          | 6     | 1975 - 1985 |
| Aad Steylen         | 5     | 1965 - 1969 |
| Abdi Nageeye        | 5     | 2015 - 2024 |
| Joop Overdijk       | 4     | 1947 - 1951 |
| Piet Bleeker        | 4     | 1956 - 1959 |
| Bert van Vlaanderen | 4     | 1991 - 1995 |
| Pleun van Leenen    | 3     | 1932 - 1938 |
| Janus van der Zande | 3     | 1952 - 1954 |
| Gerard Nijboer      | 3     | 1979 - 1988 |
| Kamiel Maase        | 3     | 2003 - 2006 |
| Khalid Choukoud     | 3     | 2016 - 2022 |
| Geert Jansen        | 2     | 1971 - 1972 |
| Koen Raymaekers     | 2     | 2009 - 2010 |
| Patrick Stitzinger  | 2     | 2012 - 2013 |
| Michel Butter       | 2     | 2011 - 2018 |

| Atlete               | Zeges | Jaren       |
| -------------------- | ----- | ----------- |
| Eefje van Wissen     | 5     | 1983 - 1987 |
| Nadezhda Wijenberg   | 5     | 1999 - 2008 |
| Mieke Pullen         | 4     | 1990 - 1998 |
| Carla Beurskens      | 3     | 1981 - 1995 |
| Anne van Schuppen    | 3     | 1993 - 2003 |
| Miranda Boonstra     | 3     | 2012 - 2018 |
| Lornah Kiplagat      | 2     | 2005 - 2011 |
| Ruth van der Meijden | 2     | 2016 - 2021 |
| Anne Luijten         | 2     | 2023 - 2024 |

### Organiserende gemeenten
| Plaats    | Aantal NK | Jaren       |
| --------- | --------- | ----------- |
| Rotterdam | 20        | 1937 - 2024 |
| Amsterdam | 19        | 1931 - 2022 |
| Enschede  | 17        | 1947 - 1987 |
| Eindhoven | 8         | 1960 - 2013 |
| Maassluis | 5         | 1972 - 1990 |
| Hilversum | 4         | 1948 - 1962 |

In 2025 wordt het NK in Amsterdam gelopen.

## Winnaars
| Datum             | Plaats      | Man                 | Man       | Vrouw                | Vrouw      | Uitslag |
| Datum             | Plaats      | Naam                | Tijd      | Naam                 | Tijd       | Uitslag |
| ----------------- | ----------- | ------------------- | --------- | -------------------- | ---------- | ------- |
| 14 april 2024     | Rotterdam   | Abdi Nageeye        | 2:04.45   | Anne Luijten         | 2:28.47    | Uitslag |
| 16 april 2023     | Rotterdam   | Abdi Nageeye        | 2:05.32   | Anne Luijten         | 2:30.59    | Uitslag |
| 16 oktober 2022   | Amsterdam   | Khalid Choukoud     | 2:09.34   | Leonie Balter        | 2:37.41    | Uitslag |
| 17 oktober 2021   | Amsterdam   | Khalid Choukoud     | 2:10.25   | Ruth van der Meijden | 2:29.55    | Uitslag |
| 20 oktober 2019   | Amsterdam   | Abdi Nageeye        | 2:07.39   | Bo Ummels            | 2:32.34    | Uitslag |
| 21 oktober 2018   | Amsterdam   | Michel Butter       | 2:17.18   | Miranda Boonstra     | 2:42.07    | Uitslag |
| 15 oktober 2017   | Amsterdam   | Abdi Nageeye        | 2:08.16   | Mireille Baart       | 2:44.21    | Uitslag |
| 16 oktober 2016   | Amsterdam   | Khalid Choukoud     | 2:11.23   | Ruth van der Meijden | 2:33.44    | Uitslag |
| 12 april 2015     | Rotterdam   | Abdi Nageeye        | 2:12.33   | Miranda Boonstra     | 2:32.13    | Uitslag |
| 19 oktober 2014   | Amsterdam   | Paul Zwama          | 2:21.59   | Jacelyn Gruppen      | 2:55.43    | Uitslag |
| 13 oktober 2013   | Eindhoven   | Patrick Stitzinger  | 2:18.53   | Andrea Deelstra      | 2:35.39    | Uitslag |
| 14 oktober 2012   | Eindhoven   | Patrick Stitzinger  | 2:16.51   | Miranda Boonstra     | 2:28.18    | Uitslag |
| 16 oktober 2011   | Amsterdam   | Michel Butter       | 2:12.59   | Lornah Kiplagat      | 2:25.52    | Uitslag |
| 11 april 2010     | Rotterdam   | Koen Raymaekers     | 2:11.09   | Merel de Knegt       | 2:38.41    | Uitslag |
| 18 oktober 2009   | Amsterdam   | Koen Raymaekers     | 2:12.59   | Hilda Kibet          | 2:30.33    | Uitslag |
| 12 oktober 2008   | Eindhoven   | Greg van Hest       | 2:15.38   | Nadezhda Wijenberg   | 2:42.24    | Uitslag |
| 15 april 2007     | Rotterdam   | Luc Krotwaar        | 2:15.27,4 | Nadezhda Wijenberg   | 2:37.24,4  | Uitslag |
| 9 april 2006      | Rotterdam   | Kamiel Maase        | 2:10.44,2 | Kristijna Loonen     | 2:43.13,2  | Uitslag |
| 10 april 2005     | Rotterdam   | Kamiel Maase        | 2:12.50,1 | Lornah Kiplagat      | 2:27.35,7  | Uitslag |
| 4 april 2004      | Rotterdam   | Luc Krotwaar        | 2:11.56,0 | Nadezhda Wijenberg   | 2:38.38,1  | Uitslag |
| 13 april 2003     | Rotterdam   | Kamiel Maase        | 2:10.28   | Anne van Schuppen    | 2:35.52    | Uitslag |
| 21 april 2002     | Rotterdam   | Luc Krotwaar        | 2:10.59   | Vivian Ruijters      | 2:37.36    | Uitslag |
| 22 april 2001     | Rotterdam   | Peter van Egdom     | 2:19.24   | Nadezhda Wijenberg   | 2:30.25    | Uitslag |
| 8 oktober 2000    | Eindhoven   | Luc Krotwaar        | 2:14.39   | Wilma van Onna       | 2:39.35    | Uitslag |
| 10 oktober 1999   | Eindhoven   | Luc Krotwaar        | 2:17.44   | Nadezhda Wijenberg   | 2:28.45    | Uitslag |
| 11 oktober 1998   | Eindhoven   | Luc Krotwaar        | 2:12.45   | Mieke Pullen         | 2:42.02    | Uitslag |
| 12 oktober 1997   | Eindhoven   | Luc Krotwaar        | 2:15.15   | Mieke Pullen         | 2:36.11    | Uitslag |
| 28 april 1996     | Rotterdam   | Aiduna Aitnafa      | 2:11.46   | Anne van Schuppen    | 2:31.26    | Uitslag |
| 23 april 1995     | Rotterdam   | Bert van Vlaanderen | 2:10.36   | Carla Beurskens      | 2:32.39    | Uitslag |
| 17 april 1994     | Rotterdam   | Aart Stigter        | 2:15.38   | Carla Beurskens      | 2:29.43    | Uitslag |
| 18 april 1993     | Rotterdam   | Bert van Vlaanderen | 2:13.17   | Anne van Schuppen    | 2:34.15    | Uitslag |
| 5 april 1992      | Rotterdam   | Bert van Vlaanderen | 2:11.53   | Mieke Pullen         | 2:38.06    | Uitslag |
| 21 april 1991     | Rotterdam   | Bert van Vlaanderen | 2:12.48   | Joke Kleijweg        | 2:34.18    | Uitslag |
| 7 april 1990      | Maassluis   | Jan van Rijthoven   | 2:17.00   | Mieke Pullen         | 2:44.52    | Uitslag |
| 8 oktober 1989    | Helmond     | Huub Pragt          | 2:23.27   | Francien Lenssen     | 2:54.31    | Uitslag |
| 7 mei 1988        | Amsterdam   | Gerard Nijboer      | 2:12.38   | Jolanda Homminga     | 2:46.41    | Uitslag |
| 20 juni 1987      | Enschede    | Marti ten Kate      | 2:13.52   | Eefje van Wissen     | 2:46.28    | Uitslag |
| 12 april 1986     | Maassluis   | Adri Hartveld       | 2:15.32   | Eefje van Wissen     | 2:40.07    | Uitslag |
| 22 juni 1985      | Enschede    | Cor Vriend          | 2:15.51   | Eefje van Wissen     | 2:39.32    | Uitslag |
| 12 mei 1984       | Amsterdam   | Gerard Nijboer      | 2:14.28   | Eefje van Wissen     | 2:43.51    | Uitslag |
| 10 september 1983 | Enschede    | Cor Vriend          | 2:16.43   | Eefje van Wissen     | 2:41.37    | Uitslag |
| 8 mei 1982        | Amsterdam   | Cor Vriend          | 2:12.15   | Annie van Stiphout   | 2:37.28    | Uitslag |
| 10 oktober 1981   | Kijkduin    | Geen man            | Geen man  | Carla Beurskens      | 2:42.56    | Uitslag |
| 11 april 1981     | Maassluis   | Cor Vriend          | 2:17.05,3 | Geen vrouw           | Geen vrouw | Uitslag |
| 20 september 1980 | Zwolle      | Rudi Verriet        | 2:20.22,6 | Geen vrouw           | Geen vrouw | Uitslag |
| 25 augustus 1979  | Enschede    | Gerard Nijboer      | 2:16.48   | Geen vrouw           | Geen vrouw | Uitslag |
| 10 juni 1978      | Sneek       | Roelof Veld         | 2:14.02,2 | Geen vrouw           | Geen vrouw | Uitslag |
| 27 augustus 1977  | Enschede    | Cor Vriend          | 2:21.47   | Geen vrouw           | Geen vrouw | Uitslag |
| 8 mei 1976        | Amsterdam   | Ko van der Weijden  | 2:31.30   | Geen vrouw           | Geen vrouw | Uitslag |
| 30 augustus 1975  | Enschede    | Cor Vriend          | 2:23.33,5 | Geen vrouw           | Geen vrouw | Uitslag |
| 11 mei 1974       | Maassluis   | Henk Kalf           | 2:23.35   | Geen vrouw           | Geen vrouw | Uitslag |
| 7 juli 1973       | Rotterdam   | Johan Kijne         | 2:24.30   | Geen vrouw           | Geen vrouw | Uitslag |
| 27 mei 1972       | Maassluis   | Geert Jansen        | 2:21.20   | Geen vrouw           | Geen vrouw | Uitslag |
| 4 september 1971  | Enschede    | Geert Jansen        | 2:25.18   | Geen vrouw           | Geen vrouw | Uitslag |
| 29 augustus 1970  | Eibergen    | Louis Vink          | 2:39.55,2 | Geen vrouw           | Geen vrouw | Uitslag |
| 16 augustus 1969  | Enschede    | Aad Steylen         | 2:26.29,2 | Geen vrouw           | Geen vrouw | Uitslag |
| 31 augustus 1968  | Leeuwarden  | Aad Steylen         | 2:25.48   | Geen vrouw           | Geen vrouw | Uitslag |
| 26 augustus 1967  | Enschede    | Aad Steylen         | 2:31.55,3 | Geen vrouw           | Geen vrouw | Uitslag |
| 24 juli 1966      | Beek        | Aad Steylen         | 2:39.04,8 | Geen vrouw           | Geen vrouw | Uitslag |
| 28 augustus 1965  | Enschede    | Aad Steylen         | 2:30.45   | Geen vrouw           | Geen vrouw | Uitslag |
| 18 juli 1964      | Vlissingen  | Joop van de Berg    | 2:38.30,4 | Geen vrouw           | Geen vrouw | Uitslag |
| 8 september 1963  | Assen       | Jacques Smits       | 2:36.15   | Geen vrouw           | Geen vrouw | Uitslag |
| 28 juli 1962      | Hilversum   | Jan Boelens         | 2:34.39   | Geen vrouw           | Geen vrouw | Uitslag |
| 12 augustus 1961  | Enschede    | Joop Frederiks      | 2:43.04   | Geen vrouw           | Geen vrouw | Uitslag |
| 23 juli 1960      | Eindhoven   | Frans Künen         | 2:26.07,8 | Geen vrouw           | Geen vrouw | Uitslag |
| 14 augustus 1959  | Enschede    | Piet Bleeker        | 2:35.58   | Geen vrouw           | Geen vrouw | Uitslag |
| 5 juli 1958       | Zaandam     | Piet Bleeker        | 2:29.39   | Geen vrouw           | Geen vrouw | Uitslag |
| 17 augustus 1957  | Enschede    | Piet Bleeker        | 2:32.39   | Geen vrouw           | Geen vrouw | Uitslag |
| 7 juli 1956       | Amsterdam   | Piet Bleeker        | 2:42.35   | Geen vrouw           | Geen vrouw | Uitslag |
| 27 augustus 1955  | Enschede    | Jan van Ginkel      | 2:43.51   | Geen vrouw           | Geen vrouw | Uitslag |
| 25 juli 1954      | Hilversum   | Janus van der Zande | 2:32.45,8 | Geen vrouw           | Geen vrouw | Uitslag |
| 12 september 1953 | Enschede    | Janus van der Zande | 2:36.12   | Geen vrouw           | Geen vrouw | Uitslag |
| 14 september 1952 | Hilversum   | Janus van der Zande | 2:39.37   | Geen vrouw           | Geen vrouw | Uitslag |
| 5 augustus 1951   | Schoondijke | Joop Overdijk       | 2:43.42   | Geen vrouw           | Geen vrouw | Uitslag |
| 22 juli 1950      | Rotterdam   | Ad Moons            | 2:58.12   | Geen vrouw           | Geen vrouw | Uitslag |
| 20 augustus 1949  | Enschede    | Joop Overdijk       | 2:32.00   | Geen vrouw           | Geen vrouw | Uitslag |
| 12 september 1948 | Hilversum   | Joop Overdijk       | 2:46.37,8 | Geen vrouw           | Geen vrouw | Uitslag |
| 4 september 1947  | Enschede    | Joop Overdijk       | 2:53.59,0 | Geen vrouw           | Geen vrouw | Uitslag |
| 26 juni 1938      | Amsterdam   | Pleun van Leenen    | 3:14.43,4 | Geen vrouw           | Geen vrouw | Uitslag |
| 11 juli 1937      | Rotterdam   | Bram Groeneweg      | 2:54.03,6 | Geen vrouw           | Geen vrouw | Uitslag |
| 11 augustus 1935  | Amsterdam   | Henri Landheer      | 3:10.02,0 | Geen vrouw           | Geen vrouw | Uitslag |
| 16 juli 1933      | Amsterdam   | Pleun van Leenen    | 3:09.12   | Geen vrouw           | Geen vrouw | Uitslag |
| 3 juli 1932       | Amsterdam   | Pleun van Leenen    | 3:17.13,2 | Geen vrouw           | Geen vrouw | Uitslag |
| 19 april 1931     | Amsterdam   | Evert Wijburg       | 3:02.58,6 | Geen vrouw           | Geen vrouw | Uitslag |